# Mikael Heggelund Foslie

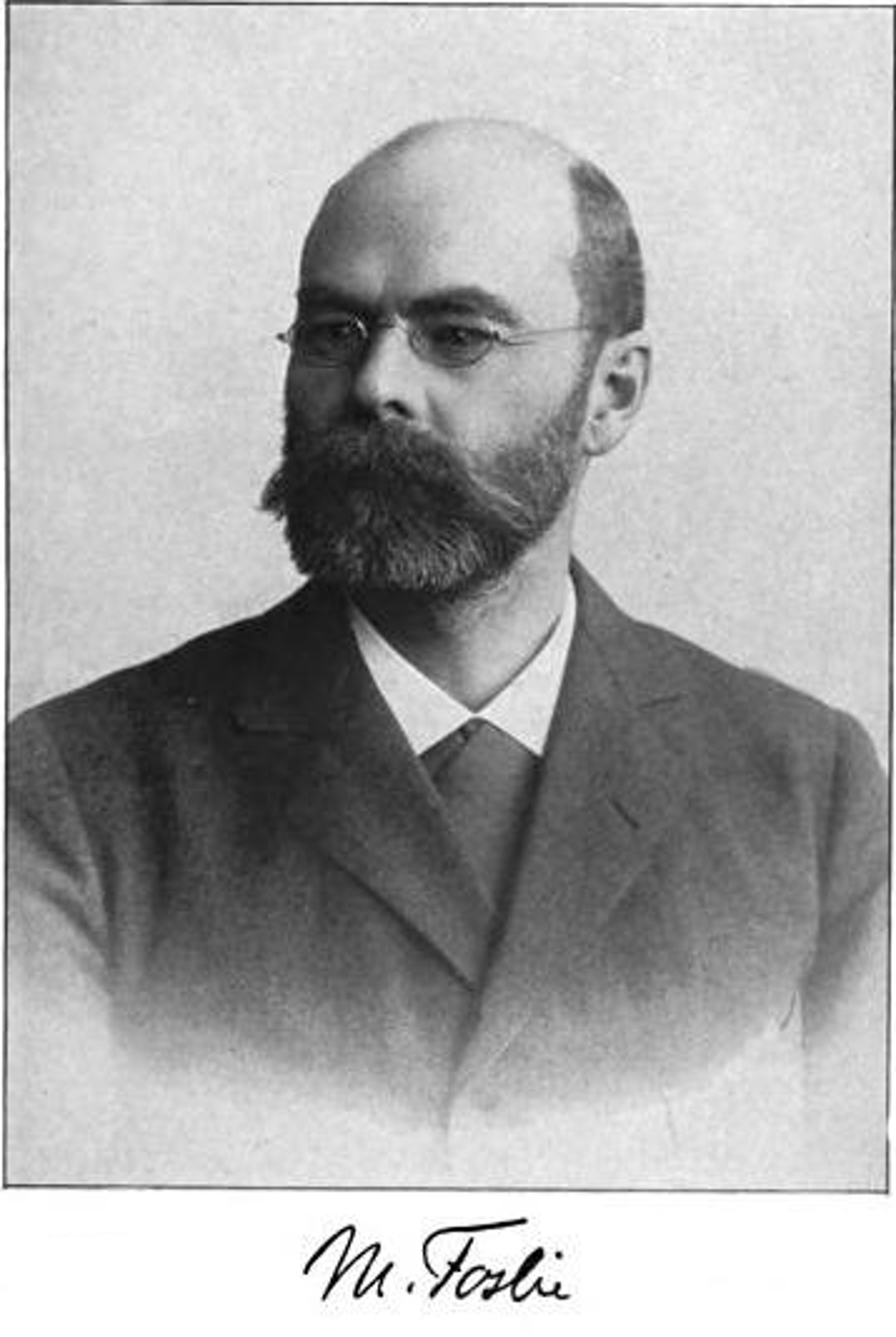
Mikael Foslie ca. 1911

Mikael Heggelund Foslie (Lofoten, 21 de outubro de 1855 - 1909) foi um botânico Norueguês.

## Publicações
- Foslie, M., 1884. Description of new species, edited in Wittrock & Nordstedt, Algae exsiccatae, fasc. 13-14 - Bot. Notiser 124 - 125.
- Foslie, M., 1899. A visit to Roundstone in April. Ir. Nat. J. 8: 175 - 180.